# Deudorix epijarbas
Espèce
Deudorix epijarbas est une espèce de papillons de la famille des Lycaenidae, de la sous-famille des Theclinae et du genre Deudorix.

## Dénomination
Deudorix epijarbas a été nommé par Frederic Moore en 1857.

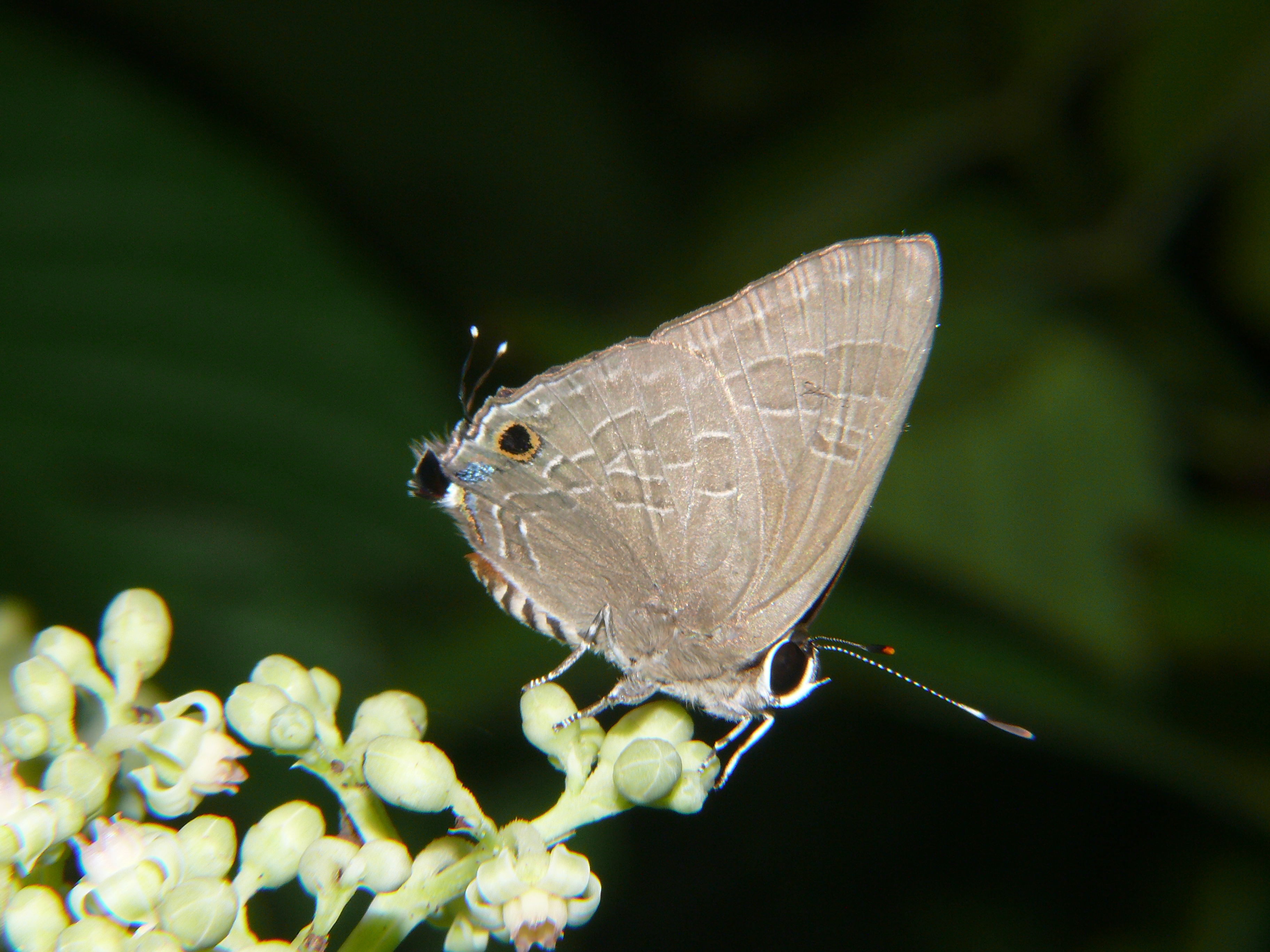
revers de Deudorix epijarbas

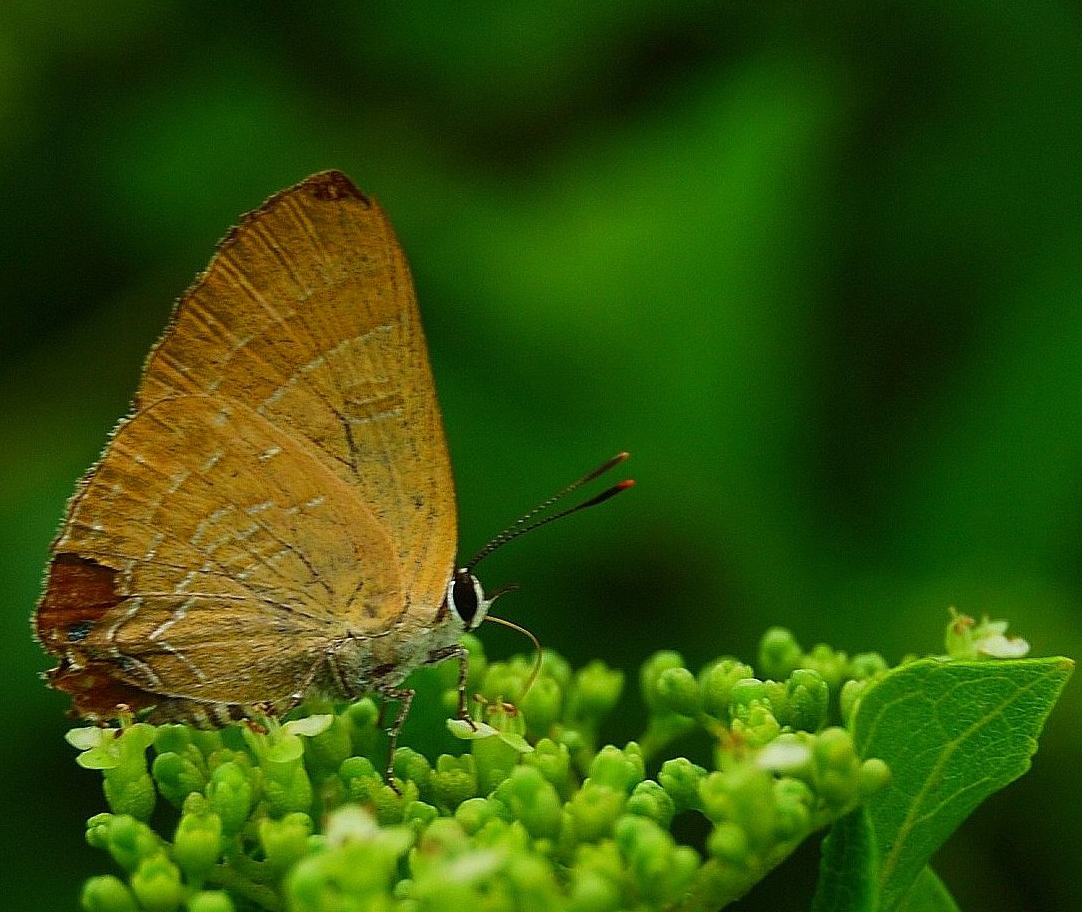
revers de Deudorix epijarbas

### Sous-espèces
- Deudorix epijarbas epijarbas en Inde, Océanie dont la Nouvelle-Calédonie[1].
- Deudorix epijarbas amatius Fruhstorfer, 1912
- Deudorix epijarbas ancus Fruhstorfer, 1912 ; dans le Nord de l'Inde
- Deudorix epijarbas biaka Joicey et Talbo
- Deudorix epijarbas cinnabarus Fruhstorfer, 1912
- Deudorix epijarbas coriolanus Fruhstorfer, 1912 ; aux  Philippines
- Deudorix epijarbas dido Waterhouse, 1934
- Deudorix epijarbas diovella Waterhouse, 1920 ; aux Fidji
- Deudorix epijarbas enganicus Fruhstorfer
- Deudorix epijarbas littoralis Joicey et Talbot, 1916
- Deudorix epijarbas megakles Fruhstorfer, 1912 ; au Sulawesi
- Deudorix epijarbas menesicles Fruhstorfer, 1912 ; à Taïwan
- Deudorix epijarbas mesarchus Fruhstorfer, 1912
- Deudorix epijarbas terenzius Fruhstorfer
- Deudorix epijarbas turbo Fruhstorfer, 1912 ; aux Moluques[2]

### Noms vernaculaires
Il se nomme Cornelian pour Deudorix epijarbas cinnabarus ou Hairy Line Blue en anglais,.

## Description
C'est un papillon d'une envergure de 24 à 40 mm avec une longue queue à chaque aile postérieure. Il présente un dimorphisme sexuel plus ou moins marqué suivant les sous-espèces, le dessus du mâle est orange largement bordé de marron aux antérieures, celui de la femelle est marron foncé ou marron clair violacé ou avec la même ornementation que le mâle en plus clair.
Le revers est gris beige orné de fines lignes blanches formées de segments arqués; Les ailes postérieures présentent un ocelle anal et un ocelle à la base de la queue, et ce dernier est cerclé d'orange.

### Chenille
Sa chenille est verte et marron avec de l'orange aux extrémités et une tête marron.

## Biologie
C'est un migrateur.

### Plantes hôtes
Les plantes hôtes de sa chenille sont des Connarus, Aesculus indicus, Caryota rumphiana, Euphoria longan, Harpullia pendula,  Litchi chinensis, Pometia pinnata,Sapindus trifoliatus, Sarcopteryx martyana.

## Écologie et distribution
Il est présent dans le sud-est de l'Asie, Inde, Sri Lanka, Birmanie, Thaïlande, Philippines, Taïwan et presque toute l'Océanie, Sulawesi, Moluques, Australie, Nouvelle-Calédonie.
En Nouvelle-Calédonie il réside à Grande Terre et aux iles Loyauté.

### Biotope
Il réside en dessous de 1 000 mètres.

### Protection
Pas de statut de protection particulier.

## Philatélie
Les Îles Samoa ont émis en 1986 un timbre orné d'un Deudorix epijarbas doris mâle.